# リンク (映画)
『リンク』（原題：Link）は、1986年制作のイギリスのホラー映画。リチャード・フランクリン監督。

## あらすじ
大学で動物学を専攻するジェーンは、夏休みの間、霊長類の権威で密かに憧れるフィリップ教授の田舎の家で、研究助手のアルバイトをすることになった。
家に着き扉を開けると、猿の召使いが出迎える。服を着て人間のように振舞う猿にジェーンは驚く。教授によれば彼の名は「リンク」で、人間以上の知能を持つという。そこには他にも「ブードゥー」、その子の「インプ」という二匹の猿もいた。
ある日、教授が姿を消し、さらにブードゥーが死体となって発見される。教授を捜しに出たジェーンは野犬に襲われるが、そこにリンクが現れ、怪力で野犬を倒しジェーンを救う。その後もリンクは動物仲介人を追い返し、シャワー中のジェーンにただならぬ視線を送る。
次第に自分がリンクに軟禁されている事に気付いたジェーンは、インプを連れて屋敷からの脱出を図る。

## キャスト
| 役名                         | 俳優                             | 日本語吹替                     |
| 役名                         | 俳優                             | テレビ東京版                   |
| ---------------------------- | -------------------------------- | ------------------------------ |
| ジェーン・チェイス           | エリザベス・シュー               | 日髙のり子                     |
| スティーヴン・フィリップ教授 | テレンス・スタンプ               | 穂積隆信                       |
| トム                         | デヴィッド・オハラ               | 麦人                           |
| デヴィッド                   | スティーヴン・パイナー           | 塩屋翼                         |
| ベイリー                     | ケヴィン・ロイド                 | 加藤正之                       |
| デニス                       | リチャード・ガーネット           | 堀川亮                         |
| ?                            | ライナス・ローチ(ノンクレジット) | 関俊彦                         |
| その他                       |                                  | さとうあい                     |
|                              |                                  |                                |
| 演出                         |                                  | 加藤敏                         |
| 翻訳                         |                                  | 平田勝茂                       |
| 調整                         |                                  | 丹波晴道                       |
| 効果                         |                                  | リレーション                   |
| 担当                         |                                  | 鳥沢真二                       |
| 配給                         |                                  | 東北新社                       |
| プロデューサー               |                                  | 石川博 中村豊志                |
| 解説                         |                                  | 木村奈保子                     |
| 制作協力                     |                                  | 武市プロダクション             |
| 制作                         |                                  | テレビ東京 東北新社            |
| 初回放送                     |                                  | 1988年1月28日 『木曜洋画劇場』 |